# تورنیتس
تورنیتس (به آلمانی: Tornitz) یک منطقهٔ مسکونی در آلمان است که در باربی واقع شده‌است. تورنیتس ۵۹۰ نفر جمعیت دارد.